# 피통드라푸르네즈 화산
피통드라푸르네즈 화산(프랑스어: Piton de Ia Fournaise)은 아프리카 마다가스카르 옆에 위치한 프랑스의 해외 영토인 레위니옹에 위치한 순상화산으로, 높이는 2,632m이다. 피통 드 라 푸르네즈라는 이름은 프랑스어로 "용광로의 봉우리"라는 뜻이다.
14개월에 한번꼴로 화산활동이 일어날 정도로 현재까지 활동하는 활화산이다. 마지막 분출은 2016년에 있었으며, 대체로 하와이식 분화가 일어난다. 한라산과 마찬가지로 오름이 있으며, 피통 드 네주 봉과 함께 레위니옹을 구성하는 화산이다.

## 화산 활동
이 화산은 레위니옹 열점에 의하여 만들어진 화산으로, 53만년전 처음으로 형성되었다. 처음 형성된 이래로 몇 차례의 칼데라 형성이 있었으며(25만년전, 6만5천년전, 5천년전), 폭발적 분화 또한 있었다. 4,700년전 대분화는 1980년의 세인트 헬렌스 산의 분화와 같은 화산폭발지수 5로 추정되고 있다. 세계에서 가장 활동이 활발한 화산들 중 하나로서, 17세기 이래로 약 150여차례의 분화 기록이 있다. 주로 점성이 약한 현무암질 용암을 형성하는 하와이식 분화가 주를 이루며, 중심화구인 돌로미에우 화구에서 분화하거나 측면 분출을 일으킨다. 보통 14개월에 한번꼴로 분화가 일어나며, 가장 최근의 분출은 2016년 9월에 있었다.